# Reichelsheim (Wetterau)
Reichelsheim (Wetterau) ist eine Stadt im hessischen Wetteraukreis.

## Geographie

### Lage

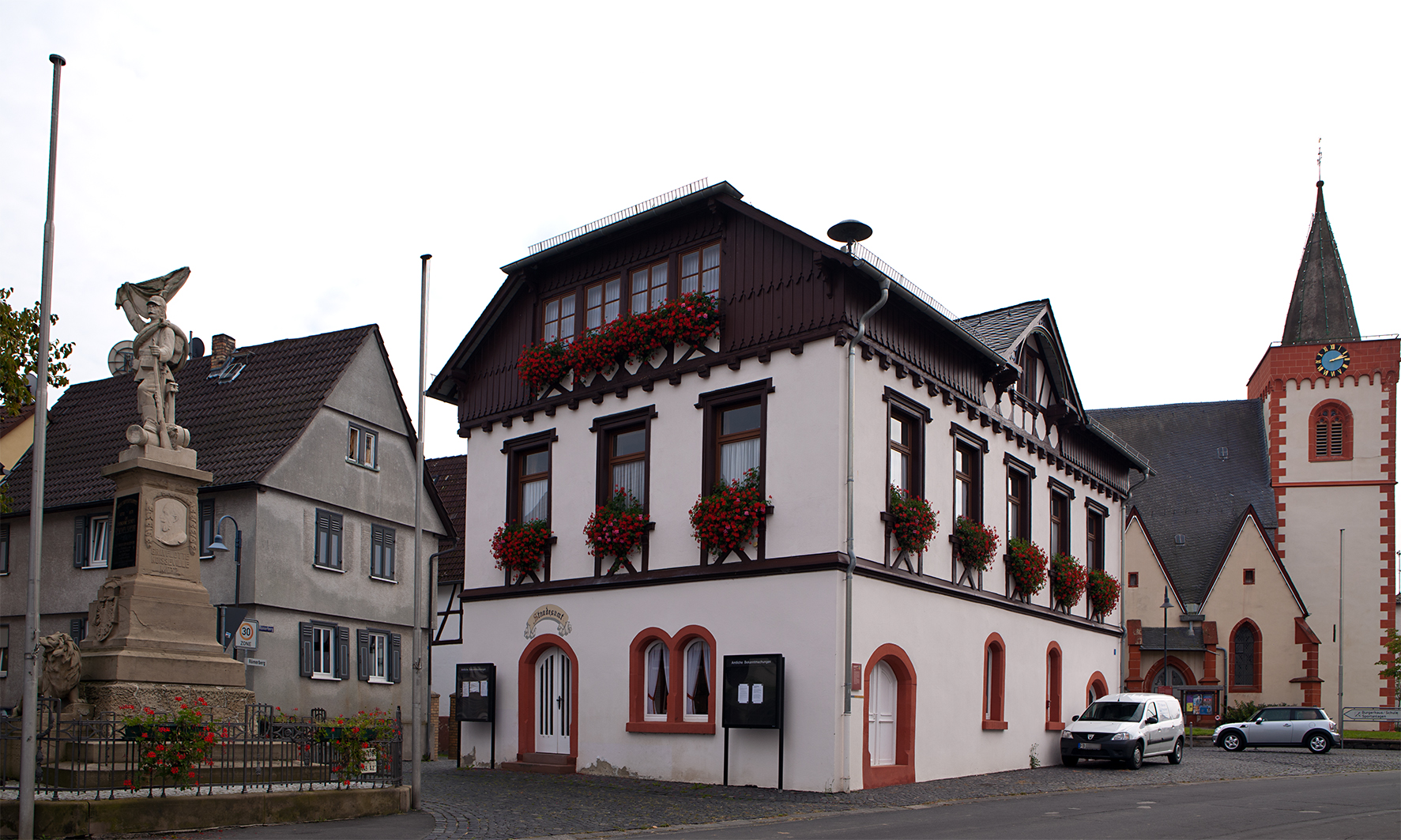
Das historische Rathaus flankiert von Kriegerdenkmal und evangelischer Kirche.

Reichelsheim liegt zwischen Frankfurt am Main und Gießen, mitten im Herzen der „Goldenen Wetterau“ (etwa 30 km nördlich von Frankfurt). Östlich an Reichelsheim fließt der Fluss Horloff vorbei. Geteilt wird Reichelsheim von der Bahnstrecke Friedberg-Nidda. Nordwestlich der Bahnlinie liegen das Neubaugebiet und das Mischgebiet Im Mühlahl. Südöstlich der Bahnlinie liegt der alte Reichelsheimer Ortskern; daran angrenzend das alte Neubaugebiet (1960er Jahre). Im Nordosten grenzt direkt an das Mischgebiet Im Mühlahl das Naturschutzgebiet Bingenheimer Ried.

### Nachbargemeinden
Reichelsheim grenzt im Norden an die Gemeinden Wölfersheim und Echzell, im Osten an die Gemeinde Ranstadt, im Süden an die Stadt Florstadt sowie im Westen an die Stadt Friedberg.

### Stadtgliederung
Reichelsheim umfasst fünf Stadtteile.
| Stadtteil                | Einwohner 2022 |
| ------------------------ | -------------- |
| Beienheim                | 1582           |
| Blofeld                  | 459            |
| Dorn-Assenheim           | 1216           |
| Heuchelheim              | 410            |
| Reichelsheim (Kernstadt) | 2122           |
| Weckesheim               | 1225           |

## Geschichte

### Mittelalter
Die älteste erhaltene Erwähnung von Reichelsheim stammt aus dem Jahr 817. Für den Stadtteil Beienheim liegt gar eine erhaltene Erwähnung von 773 vor. Im späten Mittelalter ist ein vorübergehender Besitz des Ortes durch die Herren von Hanau belegt.

### Frühe Neuzeit
Reichelsheim gehörte zur Fuldischen Mark der Benediktinerabtei Fulda und wurde dann ab 1566 eine nassauische Exklave, umschlossen vom Gebiet der Landgrafschaft Hessen-Darmstadt. Später gehörte Reichelsheim zur Grafschaft Nassau-Weilburg. 1665 bekam es durch Graf Friedrich Stadtrechte verliehen und 1668 erhielt die junge Stadt Marktrechte. Ab 1787 war Reichelsheim Sitz des Amtes Reichelsheim.

### Neuzeit
Nach dem Preußisch-Österreichischen Krieg wurde das unterlegene Herzogtum Nassau vom Königreich Preußen annektiert. In Art. 15 Nr. 3 des Friedensvertrags vom 3. September 1866 wurde ein Gebietstausch zwischen Preußen und dem Großherzogtum Hessen (Hessen-Darmstadt) vereinbart. Dadurch kam das Amt Reichelsheim an das Großherzogtum Hessen (Hessen-Darmstadt), wo es dem Landkreis Friedberg (Hessen) zugeordnet wurde. Die Folge des Übergangs an das Großherzogtum Hessen war, dass von nun an ein verschachteltes Partikularrecht galt: Neben dem hessen-darmstädtischen Recht galt noch weiterhin nassauisches Recht, das wiederum Mainzer Landrecht überlagerte und – gewohnheitsrechtlich – galt zudem Titel 28 des Solmser Landrechts (eheliches Güterrecht), aber nicht in vollem Umfang. Erst das Bürgerliche Gesetzbuch, das einheitlich im ganzen Deutschen Reich galt, setzte zum 1. Januar 1900 das alte Partikularrecht außer Kraft.
Im Zuge der Gebietsreform in Hessen wurden zum 1. Februar 1972 durch Zusammenschluss der Stadt Reichelsheim mit den Gemeinden Beienheim, Dorn-Assenheim aus dem Altkreis Friedberg sowie den Gemeinden Blofeld und Heuchelheim aus dem Landkreis Büdingen die neue Stadt Reichelsheim/Wetterau gebildet. Als Verwaltungssitz wurde die Kernstadt Reichelsheim bestimmt. Am 1. August 1972 erfolgte die Eingliederung der Gemeinde Weckesheim kraft Landesgesetz. Gleichzeitig wurde die neugeformte Stadt dem ebenfalls neu gebildeten Wetteraukreis zugeordnet.

## Politik

### Stadtverordnetenversammlung
Die Kommunalwahl am 14. März 2021 lieferte folgendes Ergebnis, in Vergleich gesetzt zu früheren Kommunalwahlen:
| Sitzverteilung in der Stadtverordnetenversammlung 2021Insgesamt 27 Sitze - SPD: 15 - FWG: 5 - CDU: 7 | Parteien und Wählergemeinschaften | Parteien und Wählergemeinschaften           | 2021  | 2021  | 2016  | 2016  | 2011  | 2011  | 2006  | 2006  | 2001  | 2001  |
| Sitzverteilung in der Stadtverordnetenversammlung 2021Insgesamt 27 Sitze - SPD: 15 - FWG: 5 - CDU: 7 | Parteien und Wählergemeinschaften | Parteien und Wählergemeinschaften           | %     | Sitze | %     | Sitze | %     | Sitze | %     | Sitze | %     | Sitze |
| Sitzverteilung in der Stadtverordnetenversammlung 2021Insgesamt 27 Sitze - SPD: 15 - FWG: 5 - CDU: 7 | SPD                               | Sozialdemokratische Partei Deutschlands     | 54,0  | 15    | 44,3  | 12    | 42,9  | 11    | 52,5  | 16    | 53,2  | 17    |
| Sitzverteilung in der Stadtverordnetenversammlung 2021Insgesamt 27 Sitze - SPD: 15 - FWG: 5 - CDU: 7 | CDU                               | Christlich Demokratische Union Deutschlands | 27,4  | 7     | 31,8  | 9     | 39,9  | 11    | 40,7  | 13    | 36,9  | 12    |
| Sitzverteilung in der Stadtverordnetenversammlung 2021Insgesamt 27 Sitze - SPD: 15 - FWG: 5 - CDU: 7 | FWG                               | Freie Wählergemeinschaft Reichelsheim       | 18,6  | 5     | 23,9  | 6     | 6,1   | 2     | 6,8   | 2     | 7,4   | 2     |
| Sitzverteilung in der Stadtverordnetenversammlung 2021Insgesamt 27 Sitze - SPD: 15 - FWG: 5 - CDU: 7 | Grüne                             | Bündnis 90/Die Grünen                       | –     | –     | —     | —     | 11,1  | 3     | —     | —     | —     | —     |
| Sitzverteilung in der Stadtverordnetenversammlung 2021Insgesamt 27 Sitze - SPD: 15 - FWG: 5 - CDU: 7 | FDP                               | Freie Demokratische Partei                  | —     | —     | —     | —     | —     | —     | —     | —     | 1,3   | 0     |
| Sitzverteilung in der Stadtverordnetenversammlung 2021Insgesamt 27 Sitze - SPD: 15 - FWG: 5 - CDU: 7 | NPD                               | Nationaldemokratische Partei Deutschlands   | —     | —     | —     | —     | —     | —     | —     | —     | 1,2   | 0     |
| Sitzverteilung in der Stadtverordnetenversammlung 2021Insgesamt 27 Sitze - SPD: 15 - FWG: 5 - CDU: 7 | Gesamt                            | Gesamt                                      | 100,0 | 27    | 100,0 | 27    | 100,0 | 27    | 100,0 | 31    | 100,0 | 31    |
| Sitzverteilung in der Stadtverordnetenversammlung 2021Insgesamt 27 Sitze - SPD: 15 - FWG: 5 - CDU: 7 | Wahlbeteiligung in %              | Wahlbeteiligung in %                        | 55,1  | 55,1  | 57,0  | 57,0  | 51,1  | 51,1  | 48,9  | 48,9  | 58,9  | 58,9  |

### Bürgermeister
Nach der hessischen Kommunalverfassung wird der Bürgermeister für eine sechsjährige Amtszeit gewählt, seit dem Jahr 1993 in einer Direktwahl, und ist Vorsitzender des Magistrats, dem in der Stadt Reichelsheim neben dem Bürgermeister ehrenamtlich ein Erster Stadtrat und vier weitere Stadträte angehören. Bürgermeisterin ist seit dem 1. Januar 2021 Lena Herget (SPD). Sie wurde als Nachfolgerin von Bertin Bischofsberger (CDU), der nach zwei Amtszeiten nicht wieder kandidiert hatte, am 1. November 2020 im ersten Wahlgang bei 67,0 Prozent Wahlbeteiligung mit 59,4 Prozent der Stimmen gewählt.
Amtszeiten der Bürgermeister
- 2021–2026 Lena Herget (SPD)[13]
- 2009–2020 Bertin Bischofsberger (CDU)
- 1984–2008 Gerd Wagner (SPD)
- 1979–1983 Friedhelm Huchzermeier
- 1974–1978 Erich Steffan (SPD)
- 1972–1973 Willi Nohl, Staatsbeauftragter[17]
- 1972 Otto Nohl, Staatsbeauftragter

### Wappen
In geteiltem Schild, oben im blau gold-beschindelten Feld ein schreitender, goldener Löwe mit roter Bewehrung, unten in Gold ein schwarzes Kreuz, beseitet von zwei roten Rebblättern. Mit den Farben Blau und Gold sowie dem Löwen wird an die einstmalige Zugehörigkeit zum Haus Nassau erinnert. Das Kreuz weist weiter in die Geschichte zurück, nämlich die Zugehörigkeit des Ortes zur Fuldischen Mark der Benediktinerabtei Fulda. Die Rebblätter sind als Symbol für den historisch belegten Weinanbau in der Gemarkung zu verstehen.

## Kultur

### Kulturdenkmäler
Siehe dazu Liste der Kulturdenkmäler in Reichelsheim (Wetterau).

### Kulinarische Spezialitäten
Der Reichelsheimer Mäusekuchen ist ein Gebäck, welches traditionell zum Jahreswechsel gebacken wird.

## Wirtschaft und Infrastruktur

### Verkehr
Zu weltweiter Berühmtheit kam der Reichelsheimer Bahnhof, der seit geraumer Zeit als spiegelverkehrtes H0-Modell von der Firma Kibri gefertigt wird. Der zweigleisige Reichelsheimer Bahnhof wie auch der Haltepunkt Weckesheim liegen an der eingleisigen Bahnstrecke Beienheim–Schotten, auf der stündlich Züge der Hessischen Landesbahn Richtung Friedberg und Nidda verkehren. Des Weiteren liegt der Trennungsbahnhof Beienheim im gleichnamigen Reichelsheimer Stadtteil.
Den öffentlichen Personennahverkehr stellt die Verkehrsgesellschaft Oberhessen GmbH im Rahmen des Rhein-Main-Verkehrsverbundes sicher.
Der Deutsche Limes-Radweg führt durch die Stadt. Dieser folgt dem Obergermanisch-Raetischen Limes über 818 km von Bad Hönningen am Rhein nach Regensburg an der Donau.
Südlich von Reichelsheim liegt der als Verkehrslandeplatz klassifizierte Flugplatz Reichelsheim. Am 12. Juni 2011 kam es hier zu einem Absturz eines Goodyear-Luftschiffes. Drei Passagiere überlebten, der Pilot kam ums Leben.

### Braunkohle
Bis ins Jahr 1991 war die Gegend rund um die Reichelsheimer Stadtteile Reichelsheim, Heuchelheim, Dorn-Assenheim und Weckesheim vom Braunkohletief- und -tagebau geprägt. Die Braunkohle wurde von der HEFRAG, später PREAG, abgebaut und im Kraftwerk Wölfersheim verarbeitet. Zunächst wurde die Braunkohle im Tiefbau gewonnen. Zu dieser Zeit existierten Gruben in Heuchelheim und Weckesheim. 1961 wurde auf Tagebaubetrieb umgestellt und es gingen nach und nach die Tagebaue II/III (Weckesheim/Heuchelheim), Tagebau VI (Reichelsheim) und VII (Dorn-Assenheim) in Förderung. Die Braunkohle wurde mit einer werkseigenen Grubenbahn ins Kohlekraftwerk nach Wölfersheim transportiert. Dazu wurde westlich von Reichelsheim ein Verladebunker errichtet. Die Braunkohle gelangte aus den Tagebauen VI/VII über Transportbänder dorthin.
Am 30. September 1991 wurde die letzte Braunkohle aus dem Tagebau VII gefördert. Ende Oktober waren auch die Vorräte im Kraftwerk Wölfersheim aufgebraucht und der Betrieb eingestellt.

### Mühle

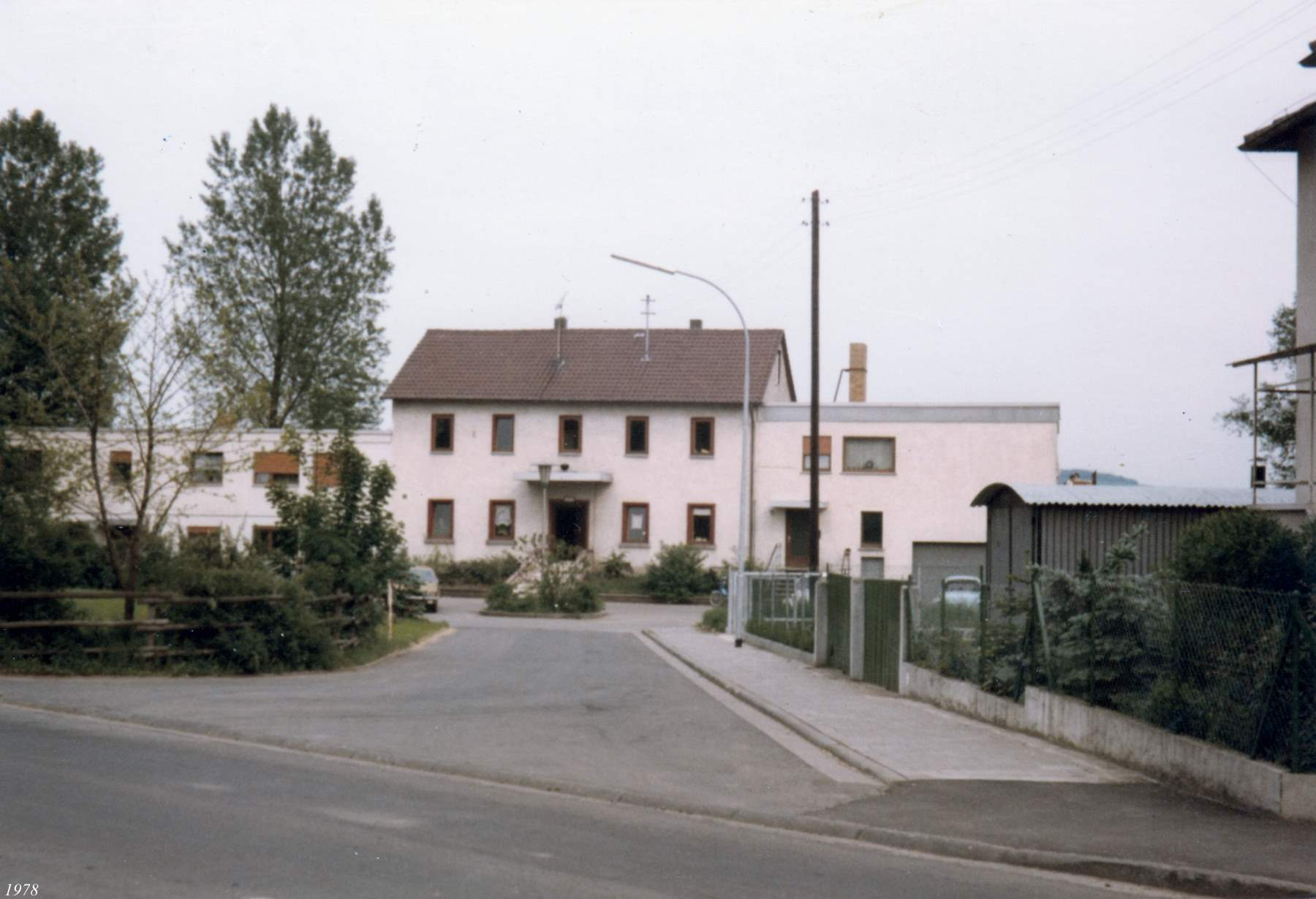
Mühle Reichelsheim 1978

Die ehemalige Mühle Reichelsheim wurde 1824 an den Müller Heinrich Bopp verkauft und von diesem und später von seinem Sohn Heinrich Wilhelm Bopp bis 1926 betrieben. Von 1977 bis 1988 war die Mühle die Heimat für ein Dutzend Jugendliche und Standort für die sozialpädagogische Jugendwohngruppe Reichelsheim (ehemals Jugendwerk St. Gottfried, Ilbenstadt).

## Persönlichkeiten
- Gerhard Herbert (* 1955), Politiker (SPD)
- Karl von Buseck (1776–1852), hessischer Landtagsabgeordneter